# Bawolec esowatorogi
Bawolec esowatorogi, dawniej: konzi (Alcelaphus lichtensteinii) – gatunek dużego ssaka, do niedawna traktowany jako podgatunek antylopy krowiej (Alcelaphus buselaphus). Elisabeth Vrba (1979) zaproponowała nawet wydzielenie taksonu do odrębnego rodzaju Sigmoceros. Nazwę gatunkową nadano na cześć niemieckiego zoologa Martina Lichtensteina.

## Nazwa zwyczajowa
We wcześniejszej polskiej literaturze zoologicznej dla określenia gatunku używana była nazwa zwyczajowa „konzi”. Ostatecznie w wydanej w 2015 roku przez Muzeum i Instytut Zoologii Polskiej Akademii Nauk publikacji „Polskie nazewnictwo ssaków świata” gatunkowi nadano oznaczenie bawolec esowatorogi.

## Występowanie i biotop
Angola, Malawi, Mozambik, Tanzania, Demokratyczna Republika Konga, Zambia i Zimbabwe. W Burundi został niemal doszczętnie wytępiony. Introdukowany w Afryce Południowej i Zimbabwe. Zajmuje otwarte tereny, głównie sawanny. 

## Charakterystyka ogólna
| Podstawowe dane         | Podstawowe dane     |
| ----------------------- | ------------------- |
| Długość ciała           | 160–200 cm          |
| Wysokość w kłębie       | 120–135 cm          |
| Długość ogona           | 40–50 cm            |
| Masa ciała              | 125–200 kg          |
| Dojrzałość płciowa      | w drugim roku życia |
| Ciąża                   | 240 dni             |
| Liczba młodych w miocie | 1                   |
| Długość życia           | do 20 lat           |

### Wygląd
Budowa, ubarwienie i rozmiary podobne do bawolca krowiego. 

### Tryb życia
Gatunek stadny i terytorialny. Stado złożone jest z przewodzącego dorosłego samca, kilku do kilkunastu samic oraz ich młodych. W okresie godowym samce wykazują agresję wobec innych samców swojego gatunku i często dochodzi między nimi do walk. Natomiast w okresie wychowywania potomstwa zarówno samce, jak i samice potrafią zaciekle bronić swoich młodych. 
Bawolec esowatorogi jest gatunkiem roślinożernym. Żerują wczesnym rankiem, późnym popołudniem i wieczorem, zjadają trawy i liście.

## Znaczenie
Bawolec esowatorogi stanowi pokarm lwów afrykańskich (Panthera leo), lampartów plamistych (Panthera pardus), gepardów grzywiastych (Acinonyx jubatus), krokut cętkowanych (Crocuta crocuta) i likaonów pstrych (Lycaon pictus). Ludzie polują na te bawolce dla pozyskania mięsa i skór, a także w ramach wypraw safari; jest zaliczany do zwierząt łownych.

## Zagrożenia i ochrona
W Czerwonej księdze gatunków zagrożonych Międzynarodowej Unii Ochrony Przyrody i Jej Zasobów został wpisany jako podgatunek bawolca krowiego (Alcelaphus buselaphus) i zaliczony do kategorii LC (najmniejszej troski).